# Маргит Херц-Хохенберг
Маргит Херц-Хохенберг (на немски: Margit Herz-Hohenberg) е австрийски психоаналитик.

## Биография
Родена е през 1898 г. в Левоча, Австро-Унгария, в семейството на Алфред Херц, който е военен лекар. Маргит Херц започва да учи в медицинския факултет на Виенския университет за психиатър. По време на Унгарската революция от 1919 – 1920 тя е в Будапеща, но след потушаването ѝ заминава за Прага, тъй като не може повече да учи там. Година по-късно се връща във Виена.
През 1923 г. специализира психиатрия и неврология в клиниката на Вагнер-Яурег и женска психиатиря с Паул Шилдер. През 1925 г. се дипломира от Виенския университет. През 1924 г. започва обучителна анализа с Едуард Хичман и на следващата година става асоцииран член на Виенското психоаналитично общество (ВПО). След това работи в амбулаторията на ВПО и преминава анализа с Роберт Йокл. В периода 1925 – 1930 работи в психиатричната клиника Стайнхоф. Между 1935 и 1938 г. има частна практика поради забраната на еврейски лекари да практикуват.
След аншлуса на Австрия с Германия Маргит Херц и мъжа ѝ Бруно Хохенберг емигрират в Лондон с помощта на Грете Бибринг. През 1939 г. тя отива в Ню Йорк и се присъединява към Нюйоркското психоаналитично общество. Между 1959 и 1964 Херц практикува в Хайфа, където отива след смъртта на съпруга си. След това се завръща в Ню Йорк, където остава до смъртта си през 1992 година.